# Alfred Victor Verville

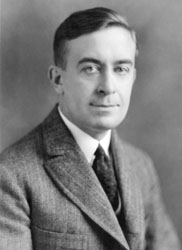
Alfred Victor Verville (1925)

Alfred Victor Verville (* 16. November 1890 in Atlantic Mine, Michigan; †  10. März 1970 in La Jolla, Kalifornien) war ein US-amerikanischer Flugzeugbaupionier. Verville arbeitete im Luftfahrzeugbau der Anfangsjahrzehnte, wo er als Flugzeugkonstrukteur tätig war und eine Reihe verschiedener Flugzeugmuster entwarf.